# Vientre occipital (músculo occipitofrontal)
El occipital ([TA]: Venter occipitalis musculi occipitofrontalis) es un músculo cuadrilátero, situado en la parte posterior de la cabeza. Se inserta por debajo de la línea occipital superior y en la apófisis mastoidea. Desde ese punto, el músculo se dirige hacia arriba y adelante, y se inserta en el borde posterior de la aponeurosis epicraneal.
Está cubierto por piel y cubre el epicráneo, del cual está separado por tejido celular laxo. Su inervación es la rama auricular posterior del facial. Función: Es tensor de la aponeurosis epicraneal.